# Jorge de Almeida
Jorge de Almeida (Lisboa, 1531 – Torres Novas, 20 de Março de 1585)  arcediago da catedral de Évora, arcebispo de Lisboa entre 1570 e 1585, inquisidor geral e abade comendatário do mosteiro de Alcobaça.

## Biografia
D. Jorge de Almeida nasceu em 1531, filho de Lopo de Almeida, capitão de Sofala, e Antónia Henriques. Doutorou-se na Universidade de Coimbra, em 1554, sendo seu reitor de 1560 a 1563.
Em 1570, por renúncia do Cardeal Infante D. Henrique, torna-se arcebispo de Lisboa. Anos mais tarde, em 1579, assume o lugar de administrador Dom Abade do Mosteiro de Alcobaça, e o de inquisidor-mor.
Em 21 de Março de 1574, ̟presidiu o segundo Sínodo Provincial, convocado por ele, que se realizou na Sé de Lisboa.
Na ausência de D. Sebastião, que partiu para África em 1578, D. Jorge de Almeida foi um dos cinco do Conselho de Governadores do Reino de Portugal.
Permaneceu no Conselho de Regência durante o reinado de Filipe I de Portugal, de quem era partidário.
Morre em Torres Novas, em 1585, e encontra-se sepultado Capela do Santíssimo Sacramento, na Sé-Velha de Coimbra.

## Obras
- Nobiliário
- Constituições do Arcebispado de Lisboa (publicadas em 1588, por D. Miguel de Castro, seu sucessor, com o título Constituições do Arcebispado de Lisboa, assi as antigas como as extravagantes primeyras e segundas. Agora nouamente impressas por mandado do Ill.mo e Ver.mo Sr. D. Miguel de Castro, Arcebispo de Lisboa)
- Index Librorum Prohibitorum (1581)